# Bomis (araña)
Bomis es un género de arañas cangrejo de la familia Thomisidae. Fue descrito por el alemán Ludwig Carl Christian Koch en 1874.

## Especies
- Bomis bengalensis Tikader, 1962
- Bomis calcuttaensis Biswas & Mazumder, 1981
- Bomis hippoponoi Szymkowiak, 2017
- Bomis khajuriai Tikader, 1980
- Bomis larvata L. Koch, 1874